# USS New Mexico (SSN-779)
Pour les autres navires du même nom, voir USS New Mexico.
L’USS New Mexico (SSN-779) est un sous-marin nucléaire d'attaque de classe Virginia de l’US Navy. Il est en service depuis 2010.